# Гальба Володимир Олександрович
Володимир Олександрович Гальба (справжнє прізвище Гальберштадт; нар. 25 травня 1908, Харків — пом. листопад 1984, Ленінград) — радянський карикатурист і графік, заслужений художник РРФСР, анімаліст, ілюстратор літературних творів, майстер політичної карикатури; член Спілки художників СРСР і Спілки журналістів СРСР.

## Біографія
Народився 25 травня 1908 року у місті Харкові. У 1910 року разом з батьками переїхав до Санкт-Петербурга. У 1924—1928 роках навчався в майстернях Миколи Кравченка і Олексія Радакова в Ленінграді.
З 19 листопада 1930 року по 25 січня 1943 року служив у Червоній армії. Був лейтенантом інтендантської служби. Нагороджений медаллю «За оборону Ленінграда». У 1939 році вступив до творчого об'єднання «Бойовий олівець», в якому працював до кінця свого життя.
У 1945—1946 роках був присутній на Нюрнберзькому процесі як художник-кореспондент. Його направляли в творчі відрядження до Англії, Голландії, Франції.
Помер в Ленінграді у листопаді 1984 року. Похований в Саенкт-Петербурзі на Богословському кладовищі.

## Творчість
Малював карикатури для газет «Ленінградська правда», «Вечірній Ленінград», журналів «Нева», «Огонёк», створив низку політичних плакатів.
Випустив кілька сатиричних альбомів:
- «Сто посмішок» (1964);
- «Ательє сатиричного обслуговування» (1968).

Було видано багато книг з його ілюстраціями:
- «Чудо-дерево» Корнія Чуковського (1944);
- «Лицар полум'яніючого товкачика» Френціса Бомонта (1956);
- «Про смак» Сергія Михалкова (1966) та інші.

Брав участь у виставках з 1926 року. 1959 року в Ленінграді пройшла його персрнальна виставка.
Плакати художника зберігаються в архівах Меморіального музею Оборони і блокади Ленінграда, фондах Національної бібліотеки Білорусі, приватних російських і зарубіжних колекціях.